# بن يفو (الغربية)
بن يفو هي إحدى مشيخات المملكة المغربية، تتبع جغرافيا لإقليم سيدي بنور وإداريًا لالغربية. يقدر عدد سكانها بـ 4191 نسمة حسب الإحصاء الرسمي للسكان والسكنى لسنة 2004.